# Două anotimpuri (album)
Două anotimpuri este al șaselea album al trupei DJ Project, lansat la 22 iunie 2007. Albumul a fost vândut în peste 10.000 de exemplare.
Albumul îmbină două stări, optimismul și melancolia. Piesa „Două anotimpuri” a ajuns pe primul loc în Topul Nielsen, clasament care monitorizează numărul difuzărilor radio și tv, la nivel național.,
Primul extras pe single de pe albumul cu același nume, „Două anotimpuri”, a acumulat 30.672 puncte, la o mie de puncte diferență de următoarea piesă clasată, „Big Girls Don’t Cry” – Fergie, fiind cea mai difuzată melodie din România și hitul verii care tocmai s-a încheiat. Deși melodia este diferită de ceea ce a lansat trupa până acum, publicul a fost cucerit, și de această dată, de vocea Elenei și personalitatea muzicală a DJ-ilor Gino Manzotti și Maxx, care și-au pus clar amprenta asupra acestui nou album.

## Ordinea pieselor
| Nr.             | Titlu                        | Text                                          | Lungime |  |
| 1.              | „Două Anotimpuri (Radio)”    | Gabriel Huiban                                | 3:16    |  |
| 2.              | „Departe De Noi”             | Gabriel Huiban, Lazăr Cercel                  | 3:39    |  |
| 3.              | „Prima Noapte”               | Alexandru Pelin                               | 3:49    |  |
| 4.              | „Wherever U Go (Radio)”      | Frank Knebel, Lizzy Pattinson, Reinhard Raith | 3:07    |  |
| 5.              | „Lacrimi De Înger”           | Lazăr Cercel                                  | 3:54    |  |
| 6.              | „Tell My Why”                | Baltagan Elena                                | 3:03    |  |
| 7.              | „Un Singur Drum”             | Gabriel Huiban                                | 3:50    |  |
| 8.              | „Take My Soul”               |                                               | 6:35    |  |
| 9.              | „Free Your Mind”             | Giuseppe Handke                               | 8:16    |  |
| 10.             | „Două Anotimpuri (Extended)” | Gabriel Huiban                                | 5:00    |  |
| 11.             | „Wherever U Go (Extended)”   | Frank Knebel, Lizzy Pattinson, Reinhard Raith | 5:33    |  |
| 12.             | „In My Heart (Mootoo Rmx)”   | Baltagan Elena                                | 3:43    |  |
| Lungime totală: | Lungime totală:              | Lungime totală:                               | 53:41   |  |

## Evoluția Clasamentului
| Anul | Single          | Din Albumul     | Poziția          | Poziția | Poziția | Poziția | Poziția |
| Anul | Single          | Din Albumul     | Romanian Top 100 |         |         |         |         |
| 2007 | Două anotimpuri | Două anotimpuri | #2               |         |         |         |         |